# تشیک تاش

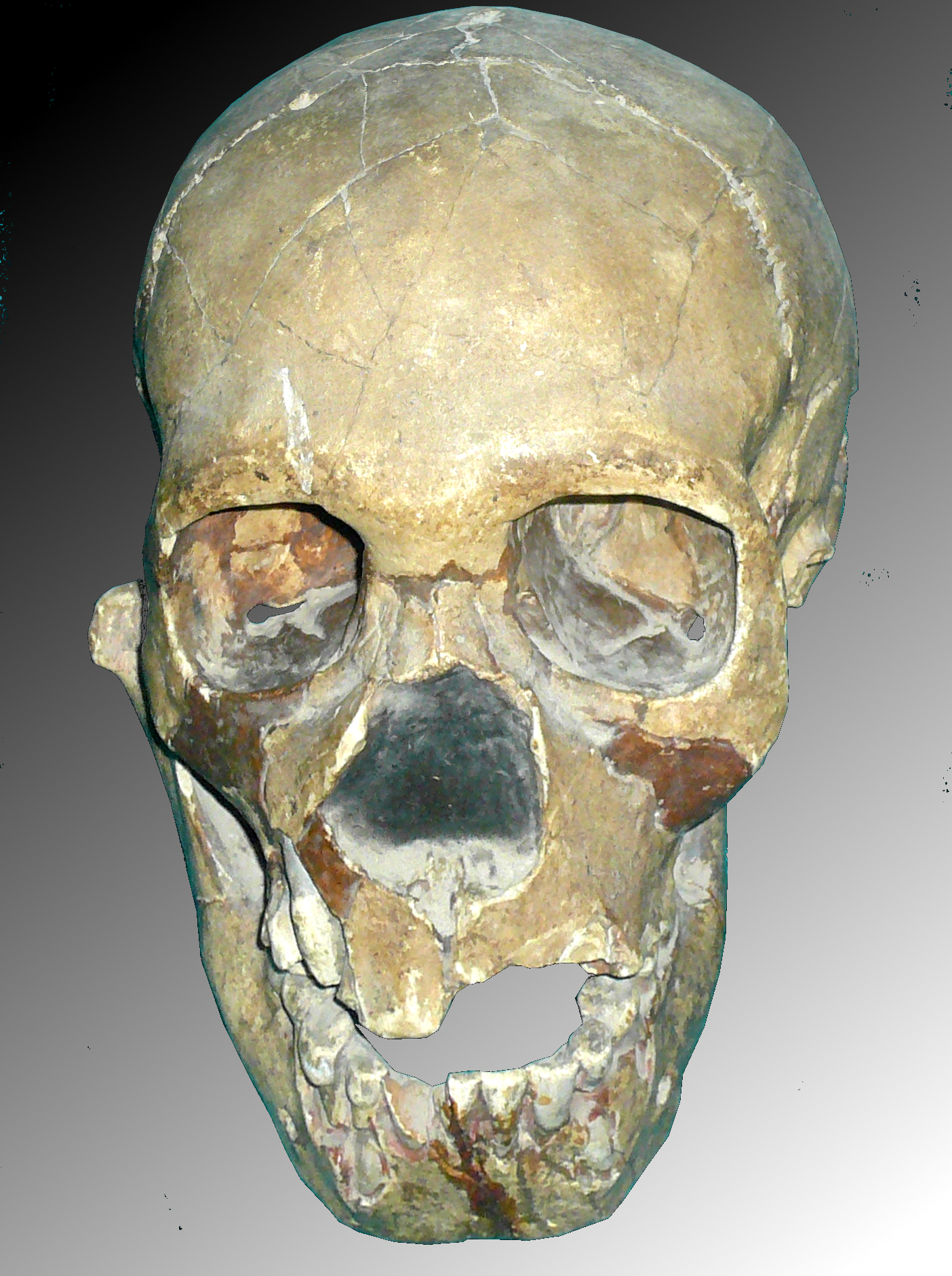
جمجمه یک پسر بچه نئاندرتال کشف شده در حفاری منطقه تشیک تاش

تشیک تاش (ازبکی: Teshik-Tosh) نام غاری در ازبکستان است که در سال 1938 توسط اوکلادنیکف کاوش شد. در خلال حفاری‌های این غار جمجمه یک پسر بچه نئاندرتال هشت یا نه ساله و چندین شاخ بز کوهی در این منطقه کشف شد.

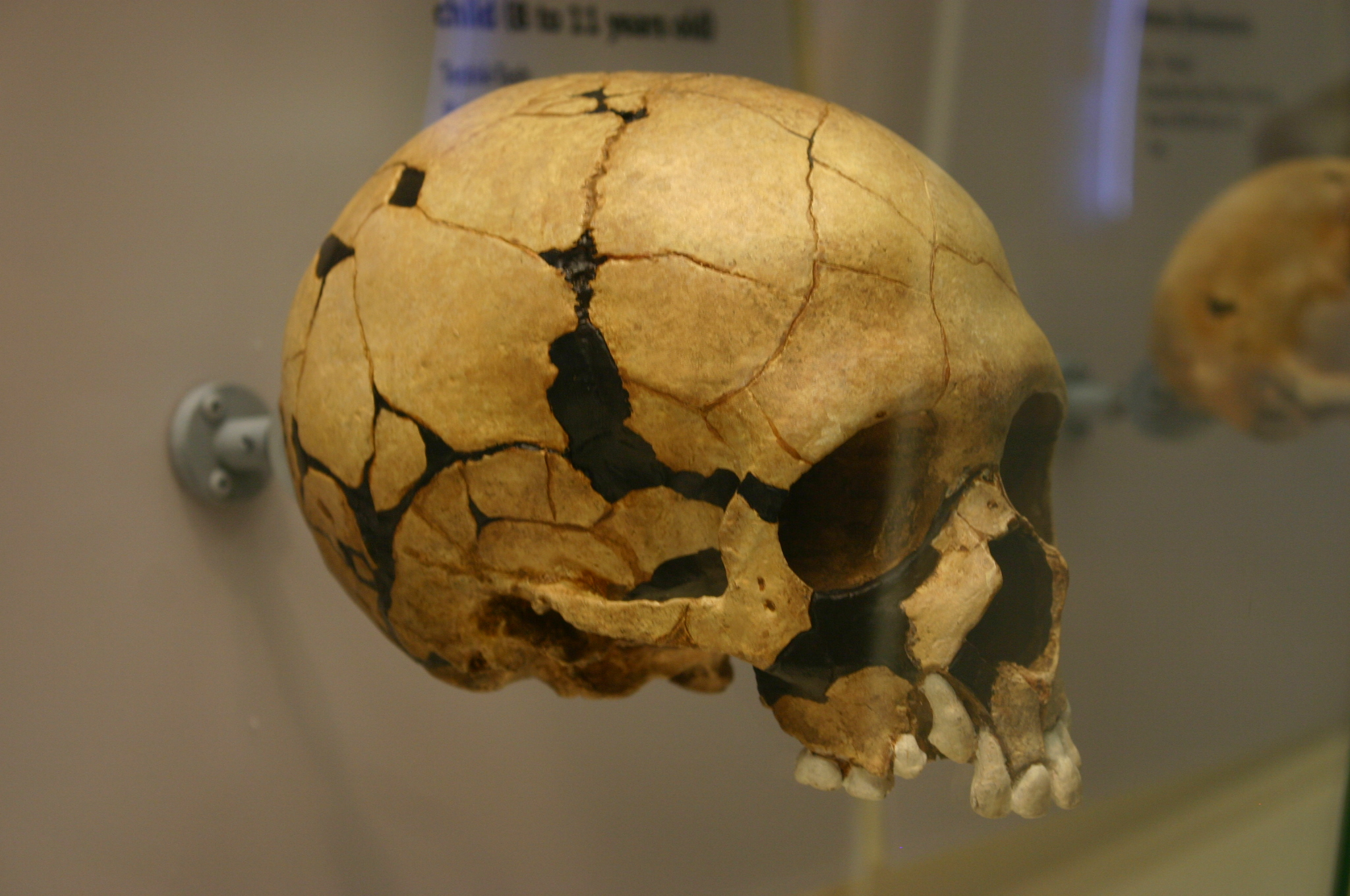
جمجمه کودک تشیک تاش